# Clarté-beweging
De Clarté-beweging was een Franse vredesbeweging van marxistische intellectuelen van 1918 tot 1921. Zij had aanhangers uit heel Europa.

## Oorsprong
De Clarté-beweging was een antimilitaristische beweging van marxistische intellectuelen die haar wortels had in Frankrijk tijdens de Eerste Wereldoorlog. Zij vond haar oorsprong in de '"Internationale van de Gedachte" die Henri Barbusse samen met Romain Rolland in 1919 had opgericht als 'Universele Humanistische Vereniging'. De beweging stelde zich tot doel een revolutionair eenheidsfront tot stand te brengen teneinde het culturele peil van de arbeidersklasse te verhogen en het historisch materialisme onder de intellectuelen te verspreiden. Op 11 oktober 1919 verscheen het eerste Clarté-nummer met als ondertitel Bulletin francais de l'internationale de la pensée. Door de enigszins tegenstrijdige doelstellingen van de beweging (revolutionair en pacifistisch tegelijkertijd) en diepgaande meningsverschillen over de te volgen tactiek (nationalisme versus internationalisme versus universalisme) was de Clarté-beweging geen lang leven beschoren. In 1921 viel de beweging uiteen. Het gelijknamige tijdschrift zou als Revue de critique communiste blijven bestaan tot 1927.

## Vlaamse groepen
Gezien haar internationale ambities had de Clarté-beweging ook in Vlaanderen heel wat aanhangers. In Brussel was het Franstalige L'Art Libre de officiële spreekbuis voor Clarté-België, met Paul Colin als directeur-hoofdredacteur. Voorts waren er nog Clarté-groepen in Gent, Antwerpen, Mechelen en Oostende. Heel wat Vlaams-nationalisten zoals Gaston Burssens, Robert Van Roosbroeck, René De Clercq en Victor Brunclair, sloten zich aan. De Vlaamse groepen waren een amalgaam van pacifisten, oud-activisten, minderheidssocialisten en anarchisten. Ze waren niet dogmatisch en rekruteerden in kringen van jongeren en kunstenaars. Er was een 'algemeen Vlaams' tijdschrift, Opstanding, uitgegeven te Brussel, en een afzonderlijk blad van de Antwerpse groep 'Ca ira', De Nieuwe Wereldorde. De grondgedachte van de (Vlaamse) Clarté-groepen was de volgende:

De onderdrukking van het Vlaamsche volk is slechts een onderdeel van de internationale overheersching van de groote klasse der bezitloozen ten behoeve van de grootkapitalisten en imperialisten.

 In Antwerpen hadden de jongeren met Staatsgevaarlik hun eigen tijdschrift. Het werd geleid door de gewezen activisten Geert Pijnenburg en Mark Edo Tralbaut en kon rekenen op de medewerking van o.a. Herman Van den Reeck, Victor Brunclair en Firmin Mortier. In het eerste nummer veroordeelde men de pogroms in Oost-Europa en bracht men hulde aan boegbeelden Rosa Luxemburg en Karl Liebknecht. Van Staatsgevaarlik verschenen slechts vier nummers, alle in 1919.